# كعكة الضفدع
كعكة الضِّفْدِع هي حلوى أسترالية على شكل رأس الضفدع تتكون من كعكة إسفنجية وقشدة مغطاة بالفُندان. تم إنشاؤه بواسطة مخبز Balfours نحو عام 1923 ، وسرعان ما أصبح شائعًا في جنوب أستراليا. كانت كعكات الضفدع في الأصل متاحة حصريًا باللون الأخضر ولكن اللون البني والوردي أضيفا لاحقًا إلى المجموعة. منذ ذلك الحين أنتجت أشكال أخرى كالأنواع الموسمية (مثل رجال الثلج وعيد الفصح).

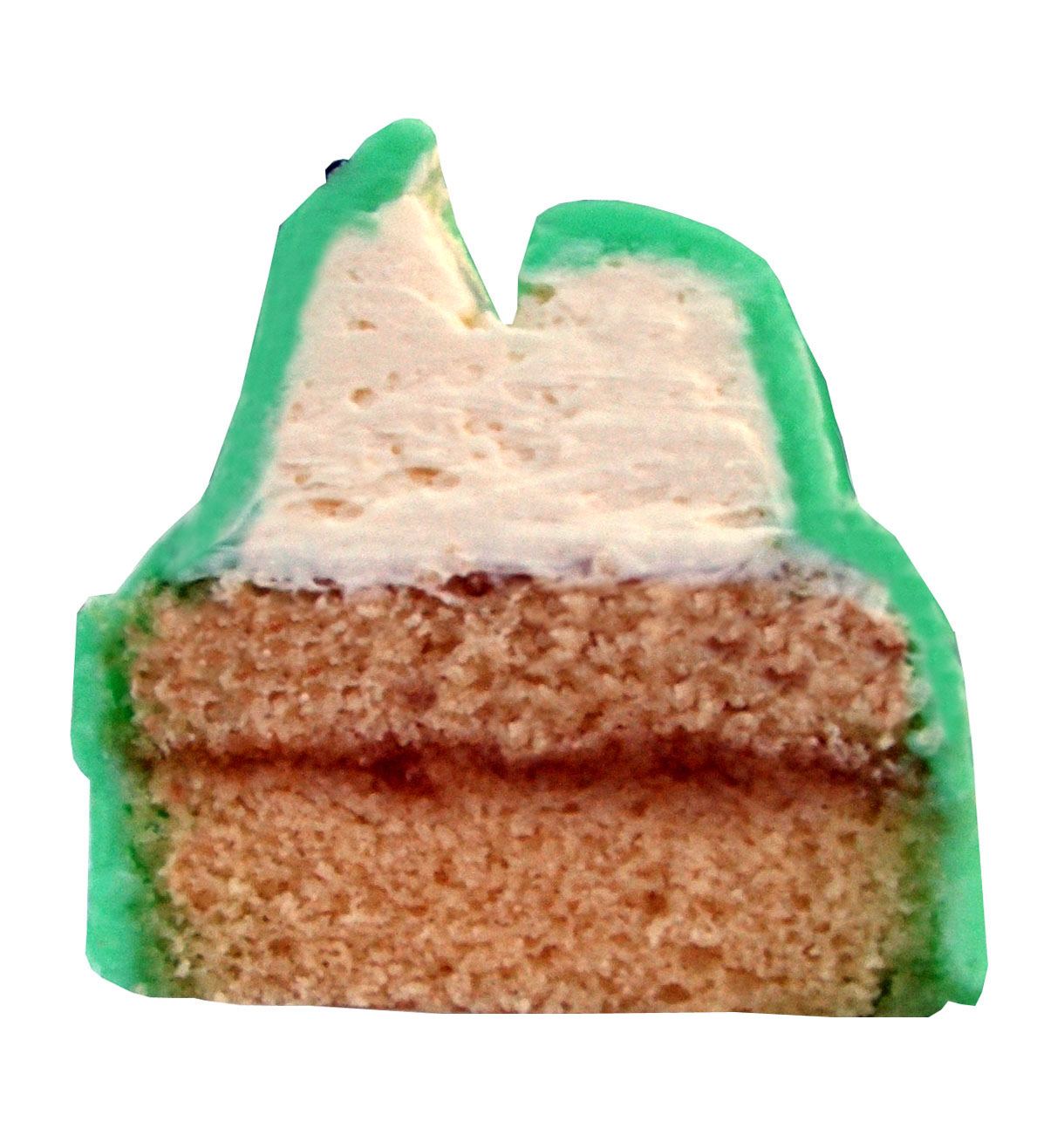
مقطع عرضي لكعكة الضفدع يوضح الهيكل الداخلي.

كعكة الضفدع حلوى صغيرة على شكل ضفدع فاتحٌ فمَه وتتكون من قاعدة إسفنجية ذات مربى تعلوها قشدة صناعية ومغطاة بطبقة سميكة من الفُندان. لا تزال الوصفة اليوم مماثلة لتلك المستخدمة أول مرة في عشرينيات القرن الماضي. تُدمج طبقات كبيرة من الكعكة الإسفنجية عند تصنيعها وتُقطع آليًا بالشكل المرغوب وتُغظى بأقراص سكرية يُشق الفم بسكين ساخن. ثم تُضاف عيون من الفندان ذات اللون المتباين يدويًا إلى الرأس وتقدم الحلوى المكتملة في صينية فطيرة ورقية.  عادة ما يكون الفندان بني أو أخضر أو وردي ، ولكن في المناسبات الخاصة يمكن أن تشمل الألوان اختلافات مثل الأحمر والأصفر. 